# 铝酸盐
铝酸盐是铝的含氧酸盐，常见的阴离子形式有AlO2-、AlO33-和Al(OH)4-。

## 制备
铝酸盐可由氧化物的共熔得到，如偏铝酸钙的制备：
CaO + Al2O3 —共熔→ Ca(AlO2)2
在强碱性的溶液中，可以得到四羟基合铝酸盐：
KOH + Al(OH)3 → K[Al(OH)4]